# Johann Ludwig Schlosser (Theologe, 1702)

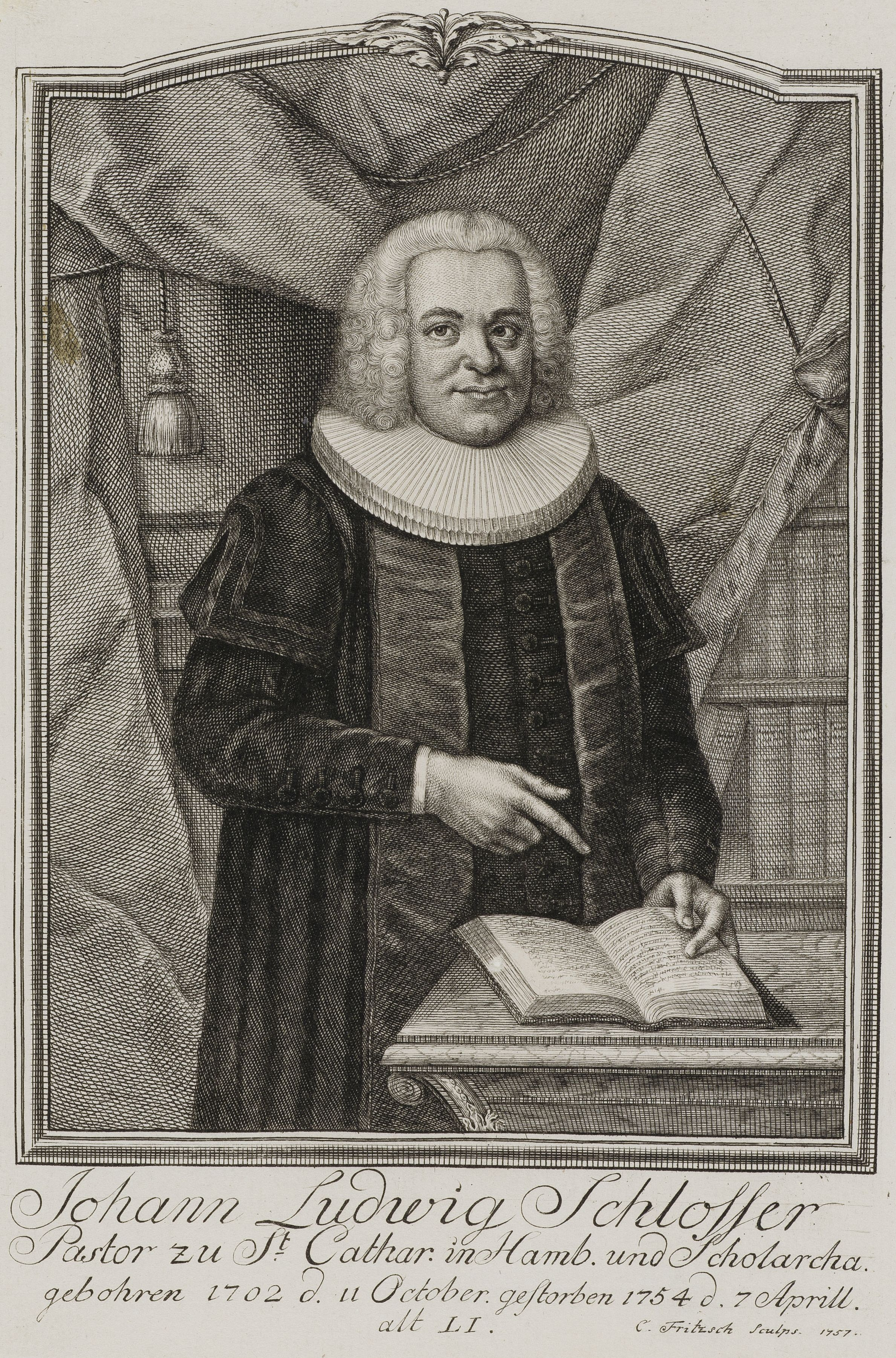
Johann Ludwig Schlosser, Kupferstich von 1757

Johann Ludwig Schlosser (* 11. Oktober 1702 in St. Goar; † 7. April 1754 in Hamburg) war ein deutscher lutherischer Theologe und Hauptpastor von St. Katharinen.

## Leben
Schlosser stammte aus einer Pastorenfamilie. Nach der Berufung seines Vaters Philipp Casimir Schlosser als Superintendent und Konsistorialrat nach Marburg ging er hier zur Schule und studierte ab 1717 an der Universität Gießen. 1729 unternahm er eine Studienreise über Hamburg in die Niederlande und erhielt im folgenden Jahr in Gießen den Magistergrad.
Seine erste Stelle als Pastor war an der Neustädter Kirche (Hannover). 1733 wurde er Diaconus (2. Pastor) an der Katharinenkirche in Hamburg und 1741 zum dortigen Hauptpastor gewählt. Zu seiner Einführung führte Georg Philipp Telemann eine Kantate auf. Er galt als hochgelehrter Theologe, eindringlicher Kanzelredner und als praktischer Seelsorger und machte sich als Verfasser vieler populärer Andachtsbüche einen Namen. Seit 1733 war er mit Johanna Hedwig Winckler verheiratet, einer Enkelin von Johann Winckler.
Sein Nachfolger Johann Melchior Goeze nannte den früh Verstorbenen eine Zierde des Hamburgischen Ministerii - was jedoch auch gleichzeitig gegen Schlossers gleichnamigen Sohn Johann Ludwig Schlosser (1738–1815) gerichtet war, mit dem Goeze 1768/69 den zweiten hamburgischen Theaterstreit ausfocht.

## Werke
- Vindicatio novi foederis locorum ex libris historicis. Hamburg:Piscator 1742
- The History of Infant - Baptism, in 2. Parts, by W. Wall ex Anglico Latine vertit, nonnullis etiam observationibus [et] vindiciis auxit Joh. Ludovic. Schlosser. Bremae 1748
- Erklärtes Eingehen des Hirten durch die Thüre in den Schaf-Stall gegen die Erinnerung eines berühmten Gottesgelehrten und Schrift-Auslegers vertheidiget (Joh. 10). Hamburg: Bohn 1749
- Die Stimme des Herrn im Feuer: am Buß-Tage wegen der durch einen Wetter-Strahl verursachten Einäscherung der S. Michaelis-Kirche in Hamburg zur Erweckung vorgestellt. Hamburg: Hiltemann 1750
- Das Lamm Gottes im Vorbilde Isaacs zur Fasten- und Oster-Zeit betrachtet: Mit erläuternden Anmerkungen und einer Vorrede worin des Hn. von Loen unrichtige Vorstellung von dem Glauben Abrahams geprüft wird. Hamburg: Hertel 1751